# Hồ Ngọc Bích (Yukon)
Hồ Ngọc Bích là một hồ nước nổi tiếng với màu xanh đặc trưng ở phía nam Yukon, Canada. Màu xanh trên mặt hồ là do ánh sáng phản xạ từ đá vôi bùn trắng (một hỗn hợp của đất sét và calci cacbonat) ở dưới đáy hồ.

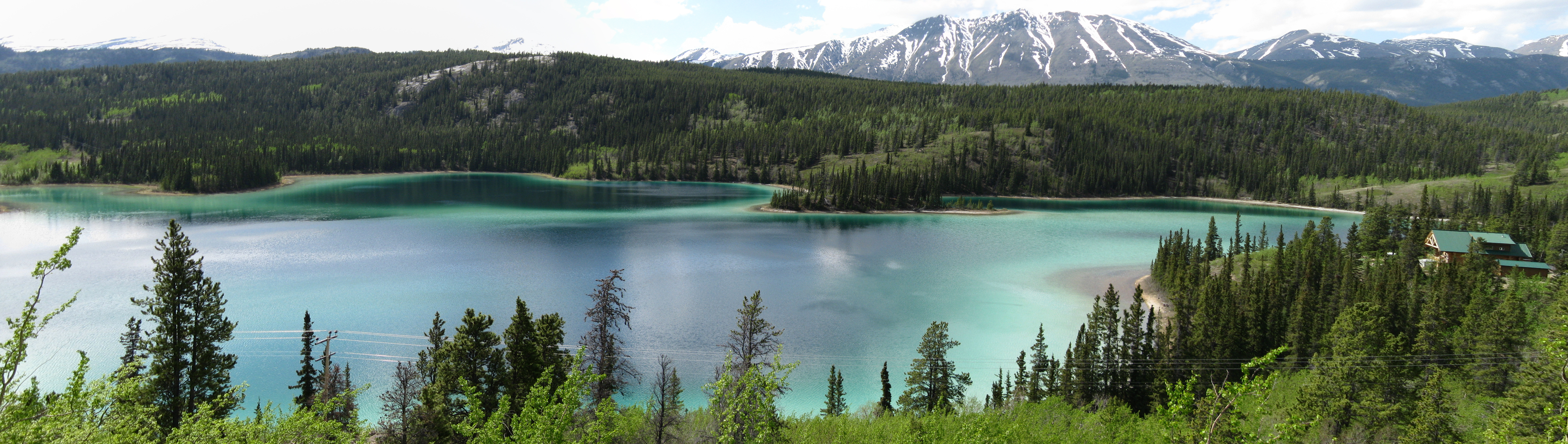
Hồ Ngọc Bích nhìn từ đường cao tốc.